# Stade Jules Deschaseaux
A Stade Jules Deschaseaux Franciaországban, Le Havre-ban található. 1932-ben építették a többrendeltetésű stadiont, legtöbbször labdarúgó mérkőzések rendezésére használják. A létesítmény nézőterének befogadó képessége 16 400 fő. Az 1938-as labdarúgó-világbajnokságon egy mérkőzésnek adott otthont.